# Адильс
Адильс — полулегендарный король свеев из династии Инглингов (Скильфингов), отождествляемый с Эадгильсом, одним из персонажей поэмы «Беовульф».

## В средневековых источниках
Сага об Инглингах
Адильс был сыном Оттара Вендельской Вороны. В одном из набегов на Страну Саксов он захватил рабыню по имени Ирса и женился на ней. Позже её захватил в набеге Хельги, конунг Хлейдра, и увёз с собой. Ирса родила Хельги сына, Хрольва Жердинку. Когда Хрольву было три года, Ирса узнала, что она на самом деле дочь Хельги, и вернулась в Швецию к Адильсу.
Адильс разбил конунга Уппланда Али на льду озера Венерн. Сага упоминает также поход Хрольва Жердинки на Уппсалу, во время которого Хрольв «сеял золото на Полях Фюри».
Адильс погиб из-за того, что конь сбросил его головой на камень. Его преемником стал сын Эйстейн.
Сага о Скьёльдунгах
Согласно «Саге о Скьёльдунгах», у Ирсы была от Адильса дочь Скульда. Датский король Хельго захватил Ирсу и сделал своей наложницей, так как не знал, что это его дочь, рождённая изнасилованной им в одной из набегов королевой саксов Олавой. Узнав правду, Ирса вернулась к Адильсу. Позже, когда Хрольв Жердинка уже правил Данией, Адильс решил выдать свою дочь за Хьёрварда, конунга острова Эланд. Хрольв, возмущённый тем, что с ним не посоветовались о браке его единоутробной сестры, напал на Эланд и сделал Хьёрварда своим данником.
Тем не менее Хрольв прислал на помощь Адильсу своих берсерков, когда на Уппсалу напал конунг Уппланда Али. Благодаря этой помощи Адильс одержал победу, но расплачиваться за неё не стал. Хрольв приехал в Уппсалу сам, там смог избежать козней Адильса и сбежал со всем его золотом. Конунг свеев отправил за ним погоню, но Хрольв бросал за собой золото на Полях Фюри, так что свеи останавливались, чтобы его подобрать, и не смогли догнать беглеца.
Младшая Эдда
Согласно Младшей Эдде, Адильс должен был выдать двенадцати берсеркам, присланным ему Хрольвом Жердинкой, по три фунта золота на каждого и три сокровища на их выбор. Берсерки выбрали шлем Боевой Вепрь, броню Наследство Финна и золотое кольцо Свейская Свинья, но Адильс ничего им не дал. Когда Хрольв сам приехал за оплатой, Адильс попытался сжечь его в доме, но Хрольв смог спастись. После этого Ирса дала Хрольву рог, полный золота, и «Свейскую Свинью» и помогла ему бежать. Всё золото тот рассыпал на Полях Фюри, чтобы задержать погоню. Адильс лично погнался за Хрольвом.

Когда Хрольв Жердинка завидел, что приближается к нему конунг Адильс, взял он кольцо, что звалось Свейская Свинья, и швырнул ему, и просил его принять в дар то кольцо. Конунг Адильс подъехал к кольцу и поддел его острием копья, так что кольцо покатилось по древку. Тогда Хрольв Жердинка оглянулся и увидел, что тот склонился. И сказал: «Заставил я свиньей согнуться самого могучего из свеев!» На этом они и расстались.
— Младшая Эдда. Язык поэзии, 54.

## Мнения учёных
Письменная традиция о ранних Инглингах возникла не раньше XII века, а потому она крайне ненадёжна. По выражению исследовательницы Гвинн Джонс, это скорее «мир легенд и сказок», чем мир истории.
«Сага об Инглингах» сообщает, что Адильс был похоронен в кургане в Уппсале. В этом регионе действительно есть три древних кургана, захоронения в которых датируются концом V века, началом и концом VI века. Предполагается, что третий из них — курган Адильса (два других — курганы его деда Эгиля и прадеда Ауна Старого. Таким образом, Адильс мог жить во второй половине VI века.